# 日本医療労働組合連合会
日本医療労働組合連合会（にほんいりょうろうどうくみあいれんごうかい、英語：Japan federation of Medical Worker's Unions、略称：日本医労連、通称：医労連）は、日本の病院、診療所、介護・福祉施設等の労働者が組織する労働組合の連合体である。中央執行委員長は2017年7月より森田しのぶ。7つの全国組合と47の都道府県医労連で構成され、2018年時点で約15.5万人の組合員が存在し、全国労働組合総連合(全労連)に加盟している。

## 歴史
1945年の敗戦後、次々と労働組合が生まれる中、医療労働者においても日赤病院や国立病院の中で労働組合が結成されていく。その後のレッドパージの中、全厚労、健保労連や全労災が結成され、1957年8月31日に医労連の前身にあたる日本医療労働組合協議会（日本医労協）が、9組合3万800人が加盟し結成された。現在は、医療事故防止、安全・安心の医療など、国民の医療・福祉要求に応えるために、「大増員闘争」や「医療・社会保障闘争」力を入れて取り組んでいるとしている。
1960年の「病院ストライキ」で、看護婦の「恋愛・結婚・通勤の自由」を獲得。1968年の「増員・夜勤制限闘争」、1978年の「さわやか運動（5点改善運動）」（①差額ベッドの規制・解消②付き添い看護料の患者負担廃止③病院給食改善④高額療養費の医療機関への受領委任⑤患者からの贈り物廃止）、1989年より看護婦不足の解消などを求める「看護婦闘争＝ナースウェーブ」を展開してきた。
1987年に、結成30周年の大会で協議体から連合体組織へ移行する。1989年の定期大会で全労連結成への参加を決定した。